# Sarah Louise Judd
Sarah Louise Judd (25 juin 1802 - 11 octobre 1881) est l'une des pionnières de la photographie aux États-Unis. Elle est la première photographe professionnelle au Minnesota. 

## Biographie
Sarah Louise Judd naît à Farmington dans le Connecticut le 26 juin 1802. En 1838, trois de ses frères, Lewis, Albert et George, deviennent actionnaires d'une société située dans les terres nouvellement ouvertes entre le Mississippi et la rivière Sainte-Croix dans le territoire du Wisconsin. Sarah s'installe dans le nouveau village de Marine Mills en 1844 avant de s'installer à Stillwater (Minnesota) en 1845. 
Sarah Louise Judd est la première enseignante à Point Douglas (1845) et Stillwater (1846). Elle est connue pour avoir commencé à produire des daguerréotypes au printemps 1848. Il s'agit de la première production photographique par une femme enregistrée au Minnesota.
En janvier 1849, elle épouse Ariel Eldridge (1816–1896). Elle enseigne à la première école de Marine Mills, travaille dans la librairie de son époux et active dans la première église presbytérienne locale. 
Elle meurt dans sa maison de Stillwater après des années d'invalidité, soit le 11 octobre 1881, soit le 10 octobre 1886.